# مائوریس هاینس
مائوریس هاینس (به انگلیسی: Maurice Hines) (۱۳ دسامبر ۱۹۴۳ – ۲۹ دسامبر ۲۰۲۳) بازیگر، کارگردان و خواننده اهل ایالات متحده آمریکا بود.
از جمله فیلم‌هایی که وی در آنها نقش داشتهاست، می‌توان به انجمن پنبه اشاره کرد.
هاینس در ۲۹ دسامبر ۲۰۲۳، در سن ۸۰ سالگی در انگلوود، نیوجرسی درگذشت.